# Hellbraune Wegschnecke
Die Hellbraune Wegschnecke (Arion subfuscus), in älteren Arbeiten auch als Braune Wegschnecke bezeichnet, ist eine Nacktschneckenart aus der Familie der Wegschnecken (Arionidae), die zur Unterordnung der Landlungenschnecken (Stylommatophora) gestellt wird. In der älteren Auffassung der Art war Arion subfuscus ein Artkomplex, der heute in drei Arten aufgespalten ist (Arion subfuscus, Arion fuscus und Arion transsylvanus). Möglicherweise verbergen sich in diesem Artkomplex noch weitere Arten.

## Merkmale
Das Tier ist ausgestreckt bis etwa 7,5 cm lang. Die Oberseite des Körpers ist ockergelb, orangebraun, rotbraun, dunkelbraun bis sogar grau mit etwas dunklerem Rücken sowie einer dunkleren, meist dunkelbraunen Längsbinde auf beiden Seiten. Auf der rechten Seite verläuft diese mehr oder weniger deutlich unter und über der hell gerandeten Atemöffnung. Meist sind die Binden zum Fuß hin schärfer begrenzt als zum Rücken hin. Oberhalb der dunklen Binde verläuft eine etwas hellere Linie. Die Sohle ist cremefarben bis weiß. Der Sohlenschleim ist farblos, dagegen ist der Rückenschleim deutlich orangefarben.
Jungtiere sind in der Regel schärfer bzw. kontrastreicher gezeichnet als die erwachsenen Tiere. Über den Binden verläuft eine helle Zone, der Rücken ist dunkelbraun. Bei allen Tieren ist der Mantelschild meist etwas heller als der Rücken. Dieser ist mit feinen, länglichen Runzeln bedeckt.
Im Geschlechtsapparat ist die Geschlechtsdrüse (nach Öffnung des Mantels) deutlich sichtbar am Rand der Mitteldarmdrüse. Sie ist verhältnismäßig groß und blass. Der Zwittergang ist dünn und im vorderen Teil etwas verschlungen. Die Albumindrüse ist meist sehr groß und nach vorne in den Magenbereich verschoben. Der Eisamenleiter ist stark verschlungen. Im Geschlechtsapparat fehlt ein Penis. Der Samenleiter (Vas deferens) ist vergleichsweise lang und geht ohne deutliche Markierung in den Epiphallus über. Der Epiphallus mündet ventral direkt in das Atrium. Der Epiphallus ist geringfügig länger als der Samenleiter. Dagegen mündet der Leiter zur Samenblase dorsal in das Atrium. Ein aufgefächerter Retraktormuskel zum Zurückziehen der Genitalmasse setzt am Samenblaserleiter und am hinteren Teil des freien Eileiters an. Retentormuskeln setzen am vorderen Teil des freien Eileiters und nahe der Einmündung des Epiphallus in das Atrium an. Die Spermatophore ist 17 mm lang mit einem stumpf endenden "Kopf" und einem fadenförmig auslaufenden "Schwanz".

### Ähnliche Arten
Die Hellbraune Wegschnecke unterscheidet sich äußerlich nicht von der Braunen Wegschnecke (Arion fuscus). Im Geschlechtsapparat ist die Gonade nach Öffnung des Mantels deutlich sichtbar am Rand der Mitteldarmdrüse. Sie ist verhältnismäßig groß und blass. Im Gegensatz dazu ist die Gonade der nahe verwandten Art A. fuscus klein, dunkel und von der Mitteldarmdrüse verdeckt. Die beiden Arten sind auch durch sehr deutliche Allozym- und mtDNA-Unterschiede charakterisiert. In den wenigen Gebieten, wo sie zusammen vorkommen, kreuzen sie sich nicht.

## Geographische Verbreitung, Vorkommen und Lebensweise
Die Art ist in Westeuropa verbreitet. Die Art kommt generell eher häufiger in Wäldern vor, aber auch in Parks, Gärten und Wiesen. Im Wald steigen sie bei feuchtem Wetter häufig an den Stämmen der Bäume hoch. Sie ernähren sich von pflanzlichen Material und Pilzen. Allerdings ist die genaue Verbreitung unklar, da erst kürzlich erkannt wurde, dass unter Arion subfuscus i. w. S. zwei oder drei Arten vereinigt worden waren. In Nord-, Mittel- und Südeuropa scheint eher die Schwesterart A. fuscus vorzukommen. Die Art ist auch nach Nordamerika verschleppt worden. Dort wurde bisher nur der S1-Haplotyp nachgewiesen.

## Fortpflanzung
Die Kopulation dauert mindestens zwei Stunden. Bei der Beobachtung hatten die beiden Partner bereits eine c-förmig gekrümmte Haltung eingenommen, wobei der Kopf des einen Partners dem Schwanz des anderen Partners folgte und sie so einen Kreis bildeten. Die jeweils rechte Seite zeigte zum Innern des Kreises, die Tentakeln waren zurückgezogen. Danach werden die Atria ausgestülpt und bilden zusammen eine kugelige weiße Masse, die fast das Innere des Kreises füllt. Danach bilden sich aus dieser Masse zwei Flaschenhälse nahe den Geschlechtsöffnungen. In dieser Phase werden die Spermatophoren ausgetauscht. Danach ziehen sich die Genitalmassen wieder in die Genitalöffnungen zurück und die Spitzen der Spermatophoren sind kurz in den Genitalöffnungen sichtbar. Danach stülpt der aktivere Partner die Fühler aus und kriecht davon, während der andere noch eine Weile an Ort und Stelle verharrt.

## Taxonomie und Nomenklatur
Das Taxon wurde von Jacques Philippe Raymond Draparnaud als "Limace brunâtre Limax subfuscus" erstmals beschrieben. Die Typlokalität liegt im Département Tarn in der Region Okzitanien (Montagne Noire, Frankreich). Garrido et al. (1995) beschrieben Topotyp-Material neu und bestimmten einen Neotyp.
Bisher war Arion subfuscus ein Artkomplex, der mehrere Arten umfasste. Eine Art, die in jüngerer Zeit (wieder) von Arion subfuscus abgetrennt wurde, ist Arion fuscus Müller, 1774 (Braune Wegschnecke). Pinceel u. a. (2004) und Pinceel u. a. (2005) schieden außerdem 5 Haplogruppen (mitochondrials DNS-Linien), die sie mit S1-S5 bezeichneten, ohne sie formal zu benennen.
Arion transsylvanus Simroth, 1885 ist eine weitere Art aus dem Arion fuscus/subfuscus-Komplex die kürzlich als eigenständige Art etabliert wurde. Vermutlich verbergen sich im Artkomplex Arion fuscus/subfuscus noch weitere Arten.
Eine Form mit schwarzbraunen Rücken und fast fehlenden Seitenbinden, die früher zu A. subfuscus gerechnet wurde, wird von den meisten Autoren als eigene Art Arion brunneus (Lehmann, 1862) abgetrennt. Neuere Arbeiten sehen darin aber nur eine braune Farbvariante, die in verschiedenen Arten auftritt. Bisher ist unklar, zu welcher Art das Typmaterial von A. brunneus gehört.
In der nicht von allen Autoren übernommenen Untergattungsuntergliederung der Gattung Arion wird die Art zur Untergattung Arion (Mesarion) Hesse, 1926 gestellt (zusammen mit Arion fuscus Müller, 1774, Arion brunneus Lehmann, 1862, Arion transsylvanus Simroth, 1885 und Arion simrothi Künkel, 1909).
Der Trivialname Braune Wegschnecke bezog sich bisher auf den Artkomplex, der mit dem wissenschaftlichen Namen Arion subfuscus (Draparnaud, 1805) bezeichnet worden war. Nach der Auftrennung in zwei Arten transferierten Jungbluth & v. Knorre (2008) den Trivialnamen Braune Wegschnecke auf Arion fuscus und kreierten den neuen Trivialnamen Hellbraune Wegschnecke für Arion subfuscus. Da nun nicht alle Autoren dieser sehr eigenwilligen Umbenennung/Neubenennung gefolgt sind, wird mit dem Trivialnamen Braune Wegschnecke in einigen Arbeiten und Websites Arion fuscus bezeichnet, in anderen Arbeiten, vor allem älteren Arbeiten meint Braune Wegschnecke Arion subfuscus.

## Belege